# Otus bikegila
Otus bikegila — вид совоподібних птахів родини совових (Strigidae). Описаний у 2022 році.

## Поширення
Ендемік острова Принсіпі у Гвінейській затоці біля узбережжя Західної Африки. Один з восьми ендемічних видів птахів, що трапляється на цьому невеликому острівці, та один з 28 ендемічних птахів Сан-Томе і Принсіпі. Мешкає на низьких висотах старого місцевого лісу, який зараз обмежений південною частиною острова.

## Відкриття та класифікація
Цей вид був відкритий для науки в 2016 році, хоча підозри щодо його існування набули з 1998 року, а свідчення місцевих жителів стверджують, що його існування можна було простежити до 1928 року. Морфометричні дані, колір і малюнок оперення, вокалізація та молекулярні докази підтверджують його видовий статус. Філогенетичний аналіз свідчить про те, що цей вид походить від першої колонізації островів Гвінейської затоки, будучи сестринською кладою, що включає материкову африканську сову Otus senegalensis та острівних ендеміків з Сан-Томе Otus hartlaubi та Пемби Otus pembaensis. Найбільшою діагностичною ознакою виду є його унікальний крик, який, як не дивно, найбільше схожий на крик віддалено спорідненого виду Otus ireneae.

## Назва
Вид названо на честь колишнього збирача папуг Сесіліану ду Бом Жесуса на прізвисько «Бікегіла», який став наглядачем парку Обо ду Принсіпі. Бікегіла, уродженець острова Прінсіпе, розпочав «сагу про сову Прінсіпе» у 1998 році, коли він поділився звітами про два спостереження птахів, схожих на сов, у гніздах папуг. Відтоді Бікегіла брав участь у всіх польових роботах, які привели до відкриття птаха для науки; він також керував захопленням усіх відібраних особин, у тому числі голотипу, що вимагало винахідливих способів зведення сіток під пологм лісу. Протягом майже 25 років Бікегіла витрачав усі свої ресурси, включаючи безмежні навички польової роботи та величезне знання Принсіпі, для успішного завершення численних дослідницьких проєктів у місцевості. Крім його навичок, «веселий темперамент» Бікегіли у поєднанні з неперевершеним даром оповідати і тихою мудрістю, робило експедиції, якими він керував, незабутніми та успішними. Колишній збирач папуг, Бікегіла став наглядачем природного парку Обо-ду-Принсіпі незабаром після його створення; тепер він дуже затребуваний гід по природі.

## Крик
Крик птаха описується як «туу», що швидко повторюється, іноді дуетами. Птахи починають кричати майже відразу, як тільки стемніє.